# Renealmia reticulata
Renealmia reticulata är en enhjärtbladig växtart som beskrevs av François Gagnepain. Renealmia reticulata ingår i släktet Renealmia och familjen Zingiberaceae. Inga underarter finns listade i Catalogue of Life.